# Daniel Stavárek
Daniel Stavárek (* 18. května 1978) je český ekonom a vysokoškolský učitel, v letech 2015 až 2023 působil jako děkan na OPF Slezské univerzity v Opavě, od března 2023 je jejím prorektorem pro vědu a zahraniční styky.

## Život
V roce 1999 absolvoval na OPF SU studijní program Finance (studijní obor Bankovnictví) a získal bakalářské vzdělání. V roce 2001 pak na téže fakultě získal i magisterské vzdělání (Ing.) ve studijním programu Hospodářská politika a správa (studijní obor Bankovnictví). V letech 2001-2004 absolvoval doktorské studium (Ph.D.) na EkF VŠB-TUO ve studijním programu Hospodářská politika a správa (studijní obor Finance), kde obhájil disertaci Efektivnost bank v zemích Visegrádské skupiny. V roce 2007 na Slovensku, na Národohospodárské fakultě Ekonomické univerzity Bratislava se úspěšně habilitoval v oboru Finance, bankovnictví a investování (tedy stal se docentem), kde obhájil svou habilitační práci na téma Vývoj devizových kurzů v zemích EU4: Empirická analýza v kontextu kritéria stability devizového kurzu. Později na PEF MENDELU úspěšně podstoupil řízení ke jmenování profesorem – svou profesorskou přednášku uvedl na téma Koncepce tvůrčí činnosti v oboru Ekonomika a management – v roce 2013 byl prezidentem republiky Milošem Zemanem jmenován profesorem v oboru Ekonomika a management.
Působil jako asistent i jako odborný asistent na Katedře financí OPF SU (následně docent, později se stal profesor). Působil též jako zástupce vedoucího této katedry a od roku 2008 i jakožto její vedoucí (od roku 2014 Katedra financí a účetnictví). Působil též jako proděkan. Má zkušenosti s prací v bankovním sektoru a je spoluautorem či autorem řady odborných publikací.
V roce 2015 se stal děkanem OPF SU na místo Pavla Tuleji, který se stal rektorem Slezské univerzity v Opavě. Funkci děkana zastával po dvě volební období do konce února 2023, od března 2023 se stal prorektorem celé univerzity pro vědu a zahraniční styky.
Daniel Stavárek je ženatý a pochází z Moravskoslezského kraje, kde také žije.